# Джамшід Кулі Кутб-шах
Джамшід Кулі Кутб-шах (помер 22 січня 1550) — другий султан Голконди. Був жорстоким правителем, здійбним військовиком та поетом, що складав вірші мовою урду (їх практично не збереглося).

## Життєпис
Походив з династії Кутб-шахів. Був другим сином Кулі Кутб-шаха. У 1543 році влаштував заколот проти останнього, в результаті чого Кулі Кутб-шаха було вбито, а старшого брата — спадкоємця трону — Хайдер Кулі Кутб-шаха — засліплено. Інший брат — Ібрагім — вимушений був тікати до Віджаянагарської імперії.
Відзначився жорстоким придушенням місцевого індуїстського населення, а також репресіями проти знаті. Водночас здійснював активну зовнішню політику. Спочатку в союзі з ахмеднагарським султаном Бурхан-шахом I виступив проти бідарського володаря Алі Барід-шаха I, якому було завдано відчутної поразки, а союзники приєднали частину земель, зокрема Голконді дісталися південні землі. Після цього Джамшід Кулі Кутб-шах почав втручатися у справи Ахмеднагарського султанату, проте смерть перервала його наміри.
Помер у 1550 році від сухот (за іншою версією хвороби Паркінсона чи раку). Владу успадкував його брат Кулі II Кутб-шах.